# Ensayo de tracción

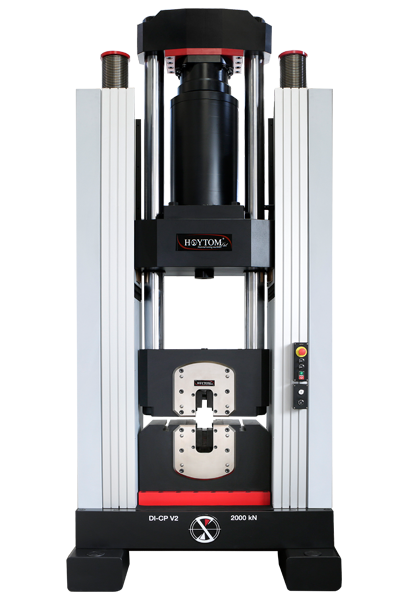
Máquina de ensayo de tracción 2000kN

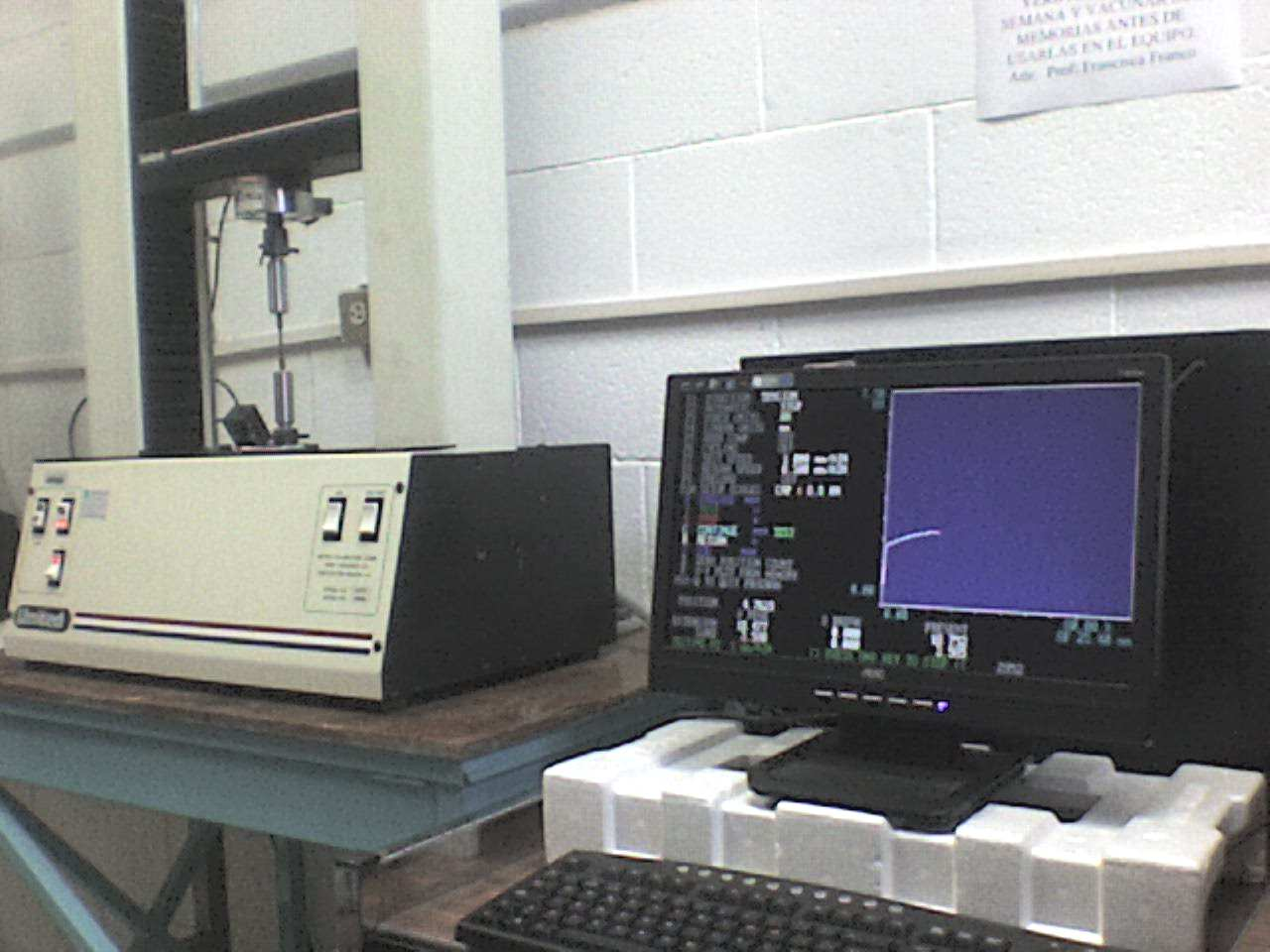
Máquina para ensayo de tracción por computadora.

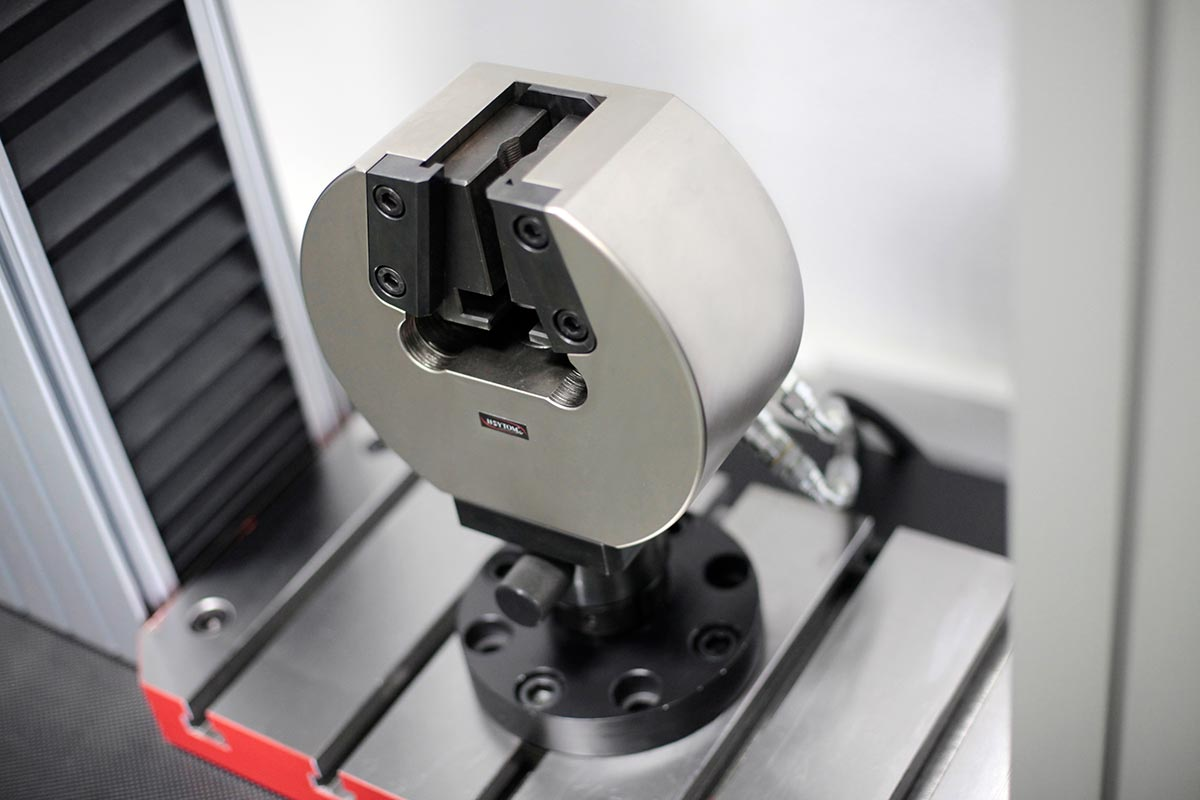
Detalle de la mordaza inferior de una máquina de ensayos de tracción

El ensayo de tracción de un material consiste en someter a una probeta normalizada a un esfuerzo axial de tracción creciente hasta que se produce la rotura de la misma. Este ensayo mide la resistencia de un material a una fuerza estática o aplicada lentamente. Las velocidades de deformación en un ensayo de tracción suelen ser muy pequeñas (ε = 10–4 a 10–2 s–1). 

## Datos extraídos del ensayo
En un ensayo de tracción pueden determinarse diversas características de los materiales elásticos:
- Módulo de elasticidad o Módulo de Young, que cuantifica la proporcionalidad anterior. Es el resultado de dividir la tensión por la deformación unitaria, dentro de la región elástica de un diagrama esfuerzo-deformación.
- Coeficiente de Poisson, que cuantifica la razón entre el alargamiento longitudinal y el acortamiento de las longitudes transversales a la dirección de la fuerza.
- Límite de proporcionalidad: valor de la tensión por debajo de la cual el alargamiento es proporcional a la carga aplicada. Muchos materiales convencionales presentan proporcionalidad inicial de carga y alargamiento y, por tanto, en es rango inicial esos materiales presetan un módulo elástico constante. Sin embargo, no todos los materiales, ni siquiera todos los metales presentan proporcionalidad inicial.
- Límite de fluencia o límite elástico aparente: valor de la tensión que soporta la probeta en el momento de producirse el fenómeno de la cedencia o fluencia. Este fenómeno tiene lugar en la zona de transición entre las deformaciones elásticas y plásticas y se caracteriza por un rápido incremento de la deformación sin aumento apreciable de la carga aplicada.
- Límite elástico (límite elástico convencional o práctico): valor de la tensión a la que se produce un alargamiento prefijado de antemano (0,2%, 0,1%, etc.) en función del extensómetro empleado. Es la máxima tensión aplicable sin que se produzcan deformaciones permanentes en el material.
- Carga de rotura o resistencia a tracción: carga máxima resistida por la probeta dividida por la sección inicial de la probeta.
- Alargamiento de rotura: incremento de longitud que ha sufrido la probeta. Se mide entre dos puntos cuya posición está normalizada y se expresa en tanto por ciento.
- Longitud calibrada: es la longitud inicial de la parte de una probeta sobre la que se determina la deformación unitaria o el cambio de longitud y el alargamiento (este último se mide con un extensómetro).
- Reducción de área y estricción: La reducción de área de la sección transversal es la diferencia entre el valor del área transversal inicial de una probeta de tensión y el área de su sección transversal mínima después de la prueba. En el rango elástico de tensiones y deformaciones en área se reduce en una proporción dada por el módulo de Poisson. Para un sólido lineal e isótropo, en un ensayo de tracción convencional, dicha reducción viene dada por:

| Símbolo                 | Nombre                                        |
| ----------------------- | --------------------------------------------- |
| {\displaystyle A}       | Área                                          |
| {\displaystyle A_{0}}   | Área inicial                                  |
| {\displaystyle \nu }    | Coeficiente de Poisson                        |
| {\displaystyle E}       | Módulo de Young                               |
| {\displaystyle \sigma } | Tensión en dirección longitudinal de la pieza |

Una vez superado el límite de fluencia, se llega a un punto donde junto con la reducción elástica anterior asociada al efecto de Poisson, se produce la llamada estricción que es un fenómeno de plasticidad.
Normalmente, el límite de proporcionalidad no suele determinarse ya que carece de interés para los cálculos. Tampoco se calcula el Módulo de Young, ya que éste es característico del material; así, todos los aceros tienen el mismo módulo de elasticidad aunque sus resistencias puedan ser muy diferentes. Los datos obtenidos en el ensayo deben ser suficientes para determinar esas propiedades, y otras que se pueden determinar con base en ellas. Por ejemplo, la ductilidad se puede obtener a partir del alargamiento y de la reducción de área.

## Curva tensión-deformación

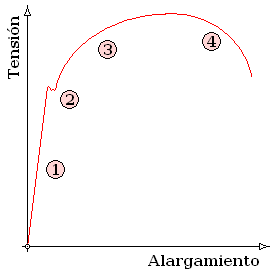
Curva tensión-deformación.

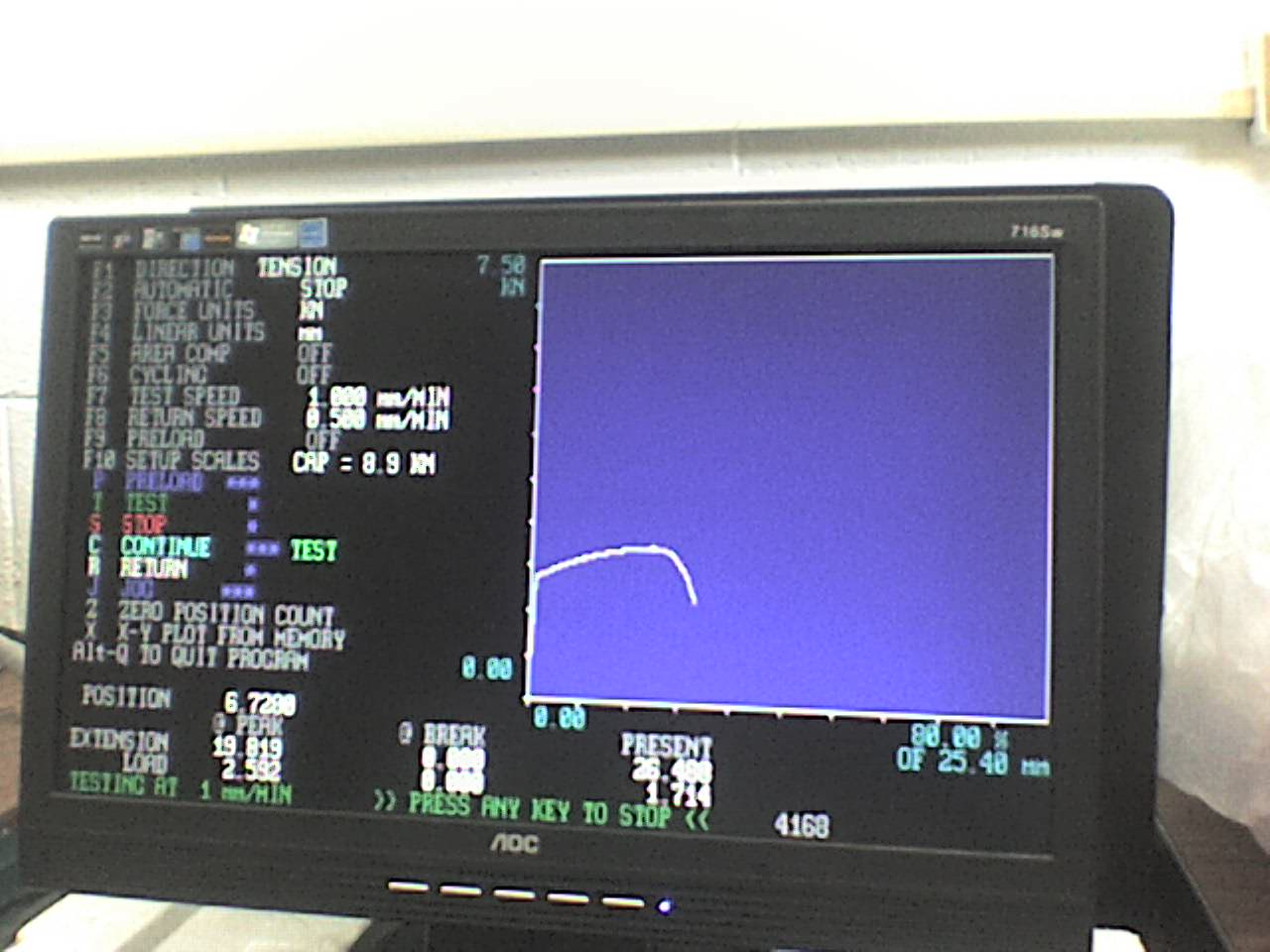
Gráfica obtenida por computadora en el ensayo de tensión.

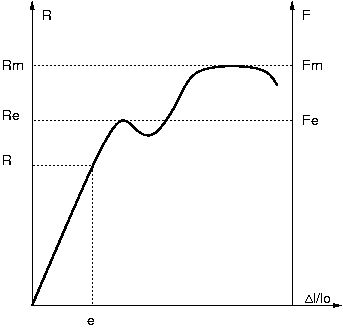
Diagrama de tensión–deformación típico de un acero de bajo límite de fluencia.

En el ensayo se mide la deformación (alargamiento) de la probeta entre dos puntos fijos de la misma a medida que se incrementa la carga aplicada, y se representa gráficamente en función de la tensión (carga aplicada dividida por la sección de la probeta). En general, la curva tensión-deformación así obtenida presenta cuatro zonas diferenciadas:
1. Deformaciones elásticas: Las deformaciones se reparten a lo largo de la probeta, son de pequeña magnitud y, si se retirara la carga aplicada, la probeta recuperaría su forma inicial. El coeficiente de proporcionalidad entre la tensión y la deformación se denomina módulo de elasticidad o de Young y es característico del material. Así, todos los aceros tienen el mismo módulo de elasticidad aunque sus resistencias puedan ser muy diferentes. La tensión más elevada que se alcanza en esta región se denomina límite de fluencia y es el que marca la aparición de este fenómeno. Pueden existir dos zonas de deformación elástica, la primera recta y la segunda curva, siendo el límite de proporcionalidad el valor de la tensión que marca la transición entre ambas. Generalmente, este último valor carece de interés práctico y se define entonces un límite elástico (convencional o práctico) como aquel para el que se produce un alargamiento prefijado de antemano (0,2%, 0,1%, etc.). Se obtiene trazando una recta paralela al tramo proporcional (recto) con una deformación inicial igual a la convencional.
2. Fluencia o cedencia. Es la deformación brusca de la probeta sin incremento de la carga aplicada. El fenómeno de fluencia se da cuando las impurezas o los elementos de aleación bloquean las dislocaciones de la red cristalina impidiendo su deslizamiento, mecanismo mediante el cual el material se deforma plásticamente. Alcanzado el límite de fluencia se logra liberar las dislocaciones produciéndose la deformación bruscamente. La deformación en este caso también se distribuye uniformemente a lo largo de la probeta pero concentrándose en las zonas en las que se ha logrado liberar las dislocaciones (bandas de Lüders). No todos los materiales presentan este fenómeno, en cuyo caso la transición entre la deformación elástica y plástica del material no se aprecia de forma clara.
3. Deformaciones plásticas: si se retira la carga aplicada en dicha zona, la probeta recupera solo parcialmente su forma quedando deformada permanentemente. Las deformaciones en esta región son más acusadas que en la zona elástica.
4. Estricción. Llegado un punto del ensayo, las deformaciones se concentran en la parte central de la probeta apreciándose una acusada reducción de la sección de la probeta, momento a partir del cual las deformaciones continuarán acumulándose hasta la rotura de la probeta por esa zona. La estricción es la responsable del descenso de la curva tensión-deformación; realmente las tensiones no disminuyen hasta la rotura, sucede que lo que se representa es el cociente de la fuerza aplicada (creciente hasta el comienzo de la estricción) entre la sección inicial: cuando se produce la estricción la sección disminuye (y por tanto también la fuerza necesaria), disminución de sección que no se tiene en cuenta en la representación gráfica. Los materiales frágiles no sufren estricción ni deformaciones plásticas significativas, rompiéndose la probeta de forma brusca. Terminado el ensayo se determina la carga de rotura, carga última o resistencia a la tracción: la máxima resistida por la probeta dividida por su sección inicial, el alargamiento en (%) y la estricción en la zona de la rotura.

Otras características que pueden caracterizarse mediante el ensayo de tracción son la resiliencia y la tenacidad, que son, respectivamente, las energías elástica y total absorbida y que vienen representadas por el área comprendida bajo la curva tensión-deformación hasta el límite elástico en el primer caso y hasta llegar a rotura en el segundo.

## Forma y dimensiones de la probeta

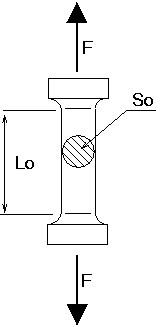
Probeta normalizada.

Las probetas utilizadas en el ensayo de tracción tienen una sección transversal circular o rectangular. La parte central debe estar mecanizada para que su sección sea constante. Si el material es frágil, será preciso pulir la superficie.
Sobre la parte calibrada se marca la longitud inicial ({\displaystyle L_{0}}) de la probeta. La longitud de la parte calibrada debe estar comprendida entre {\displaystyle L_{0}+{\frac {d}{2}}} y {\displaystyle L_{0}+2d} si las probetas son cilíndricas. Si las probetas son rectangulares o cuadradas la longitud comprenderá entre {\displaystyle L_{0}+1{,}5{\sqrt {S_{0}}}} y {\displaystyle L_{0}+2{,}5{\sqrt {S_{0}}}}.
En los extremos de la probeta la sección aumenta para facilitar su sujeción a las mordazas de la máquina de tracción. Estas zonas reciben el nombre de cabezas. Para evitar zonas en las que se concentren las tensiones, la sección de la probeta varía desde la parte calibrada a la cabeza de una forma suave y gradual.
Para que los ensayos con probetas de diferentes dimensiones sean comparables, es preciso que {\displaystyle K={\frac {L_{0}}{\sqrt {S_{0}}}}={\frac {L'_{0}}{\sqrt {S'_{0}}}}} se mantenga constante.

## Resultados del ensayo

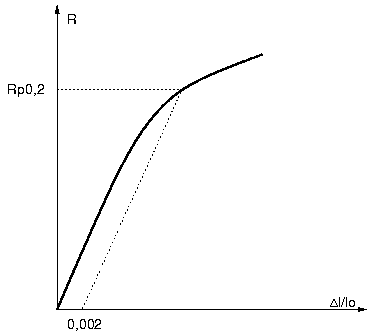
Límite de elasticidad.

- Límite de proporcionalidad ({\displaystyle \sigma _{P}}): Tensión a partir de la cual las deformaciones dejan de ser proporcionales a las tensiones.
- Límite de elasticidad ({\displaystyle \sigma _{E}} y {\displaystyle \sigma _{Y}}): Tensión a partir de la cual las deformaciones dejan de ser reversibles. Su valor es muy próximo al límite de proporcionalidad. Resulta difícil de medir ya que es preciso aplicar una tensión a la probeta y retirarla posteriormente para comprobar si ha recuperado o no la longitud inicial.

Si la probeta recupera su longitud inicial, el límite de elasticidad será superior a la tensión aplicada, y se debe continuar el ensayo con tensiones mayores. Si la probeta muestra una deformación permanente, la tensión será superior al límite de elasticidad. Una vez deformada, la probeta queda inservible y se deberá continuar acotando inferior y superiormente al límite de elasticidad utilizando otras probetas.
Para solventar estas dificultades se utilizan dos tensiones:
- Límite de deformación permanente ({\displaystyle \sigma _{r}}): Tensión que provoca una deformación permanente igual a un determinado porcentaje de la longitud inicial. Generalmente el porcentaje es del 0,2%, indicándose mediante {\displaystyle \sigma _{(0{,}2)}}. Para determinar esta tensión se somete a la probeta a cargas crecientes que se mantienen durante 10 segundos y posteriormente se eliminan, midiéndose la deformación permanente. El valor {\displaystyle \sigma _{(0{,}2)}} se obtiene por interpolación.

La interpolación es una práctica habitual cuando se disponen de varias parejas de datos (xi, yi) y se quiere determinar la ordenada y0, que corresponde a una determinada abscisa (x0).
La interpolación lineal considera que la ordenada varía de forma lineal entre cada dos parejas de puntos. Si se tienen la pareja de datos (1,2), (3,4) y (4,5), y se quiere conocer la ordenada que corresponde a x0 = 2,5, se toman las dos primeras parejas de puntos y se considera la recta que pasa por ellos. La ordenada buscada (y0 = 3,5) será la que corresponda a x0.
- Límite de pérdida de proporcionalidad ({\displaystyle \sigma _{P}}): Tensión que provoca un alargamiento no proporcional igual a un determinado porcentaje de la longitud inicial. Generalmente el porcentaje es el 0,2%, indicándose mediante {\displaystyle \sigma _{P{(0{,}2)}}}. Para obtener este valor es preciso considerar la intersección entre la curva de tracción y la recta paralela a la zona proporcional de la curva que corta al eje de abscisas por el porcentaje fijado.
- Módulo de Young (E): Relación entre la tensión y la deformación en la zona de comportamiento proporcional.
- Resistencia a la tracción ({\displaystyle \sigma _{R}}): Máxima tensión que soporta la probeta durante el ensayo
- Resistencia a la rotura ({\displaystyle \sigma _{U}}): Tensión soportada por la probeta en el momento de la rotura. Siempre que la probeta no sufra estricción, su valor es próximo al de la resistencia a la tracción. Una vez superada la resistencia a la tracción, la probeta se considera rota.
- Alargamiento de rotura (A): Mayor alargamiento plástico alcanzado por la probeta. Se mide en tanto por ciento.

siendo {\displaystyle L_{F}} la longitud de la probeta después del ensayo.
- Estricción de rotura (Z): Disminución de sección que se produce después de la rotura. Se mide en tanto por ciento.

siendo {\displaystyle S_{F}} la sección más pequeña de la probeta.
Si las probetas son rectangulares, el cálculo de las estricciones de rotura, la sección {\displaystyle S_{F}} se expresa mediante:
siendo a' y b' las dimensiones.
- Trabajo de deformación: Área bajo la curva fuerza-alargamiento, que se calcula mediante {\displaystyle \int {F}dL} y representa el trabajo que es necesario desarrollar para conseguir la rotura de la probeta y la capacidad que tiene el material para absorber trabajo. Particularmente en la industria automovilística resulta de suma importancia para conocer el comportamiento de las piezas de un vehículo frente a una colisión.

## Curva de tracción verdadera
A medida que transcurre el ensayo, la sección de la probeta va disminuyendo paulatinamente, y la tensión que soporta es:
siendo S la sección de la probeta en cada instante, la cual alcanza su valor mínimo en la zona de estricción, y {\displaystyle \sigma _{v}} la tensión verdadera.
A medida que transcurre el ensayo, la longitud de la probeta se va incrementando paulatinamente, y la deformación se deberá medir respecto a la longitud que presenta en cada momento. La deformación vendrá dada por:
siendo L la longitud de la probeta en cada momento del ensayo, {\displaystyle \varepsilon _{v}} la deformación verdadera y {\displaystyle \varepsilon _{e}=(L/L_{0})-1} la deformación ingenieril.
En muchos metales la tensión y la deformación verdaderas están ligadas por la relación de Hollomon: {\displaystyle \sigma _{v}={K}\varepsilon _{v}^{n}}, donde {\displaystyle K} y {\displaystyle n} son constantes características del material.

## Fluencia

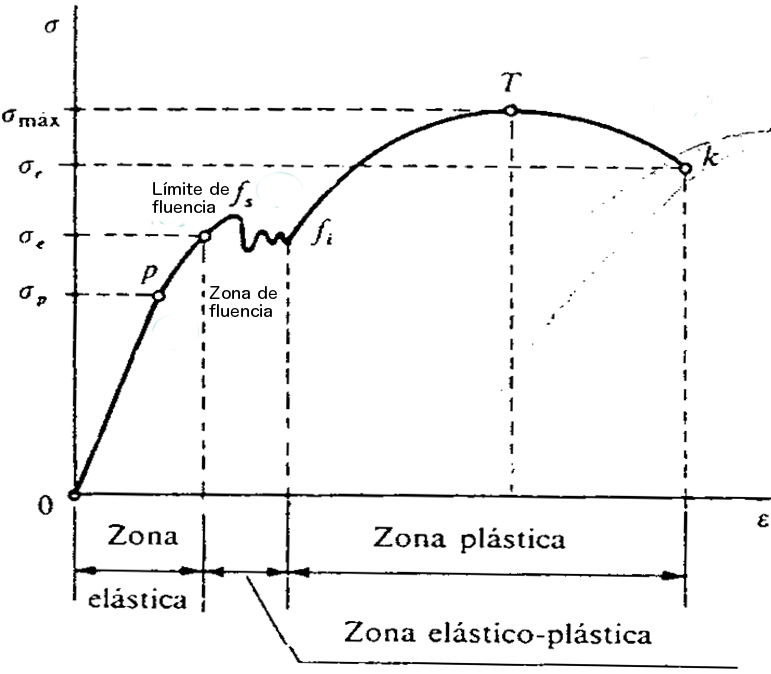
Diagrama de la zona de fluencia del acero.

Muchos metales como los aceros en bajo contenido de carbono, no presenta una transición gradual entre las zonas de comportamiento elástico y plástico. Una vez superado el límite de la zona elástica, existe una zona de fluencia o cedencia, en la que la probeta experimenta una deformación plástica bajo una tensión fluctuante. La existencia de la fluencia se debe a la presencia de impurezas de nitrógeno.
En estos casos se definen dos tensiones:
- Límite de fluencia superior  ({\displaystyle \sigma _{Fs}}): Tensión medida en el primer máximo.
- Límite de fluencia inferior ({\displaystyle \sigma _{Fi}}): Tensión más baja que soporta la probeta.

## Tensión máxima de trabajo
Cuando se diseña un elemento de una estructura es preciso conocer todas las fuerzas que se ejercen en él, para calcular su sección de tal forma que se encuentre dentro de la zona de proporcionalidad entre su deformación y tensión. Así se asegura que la deformación sufrida por el material sea reversible y proporcional a la tensión soportada.
Realmente no se puede valorar con exactitud las fuerzas a las que va a estar sometida una pieza. En estos casos se actúa mayorando las fuerzas a las que se puede encontrar sometida la pieza y/o minorando la resistencia del material.
En el primer caso las fuerzas que actúan sobre el elemento se multiplican por un coeficiente de seguridad mayor que la unidad. En el segundo caso una tensión indicativa de la resistencia del material se divide por otro coeficiente de seguridad mayor que la unidad.

## Máquinas de tracción

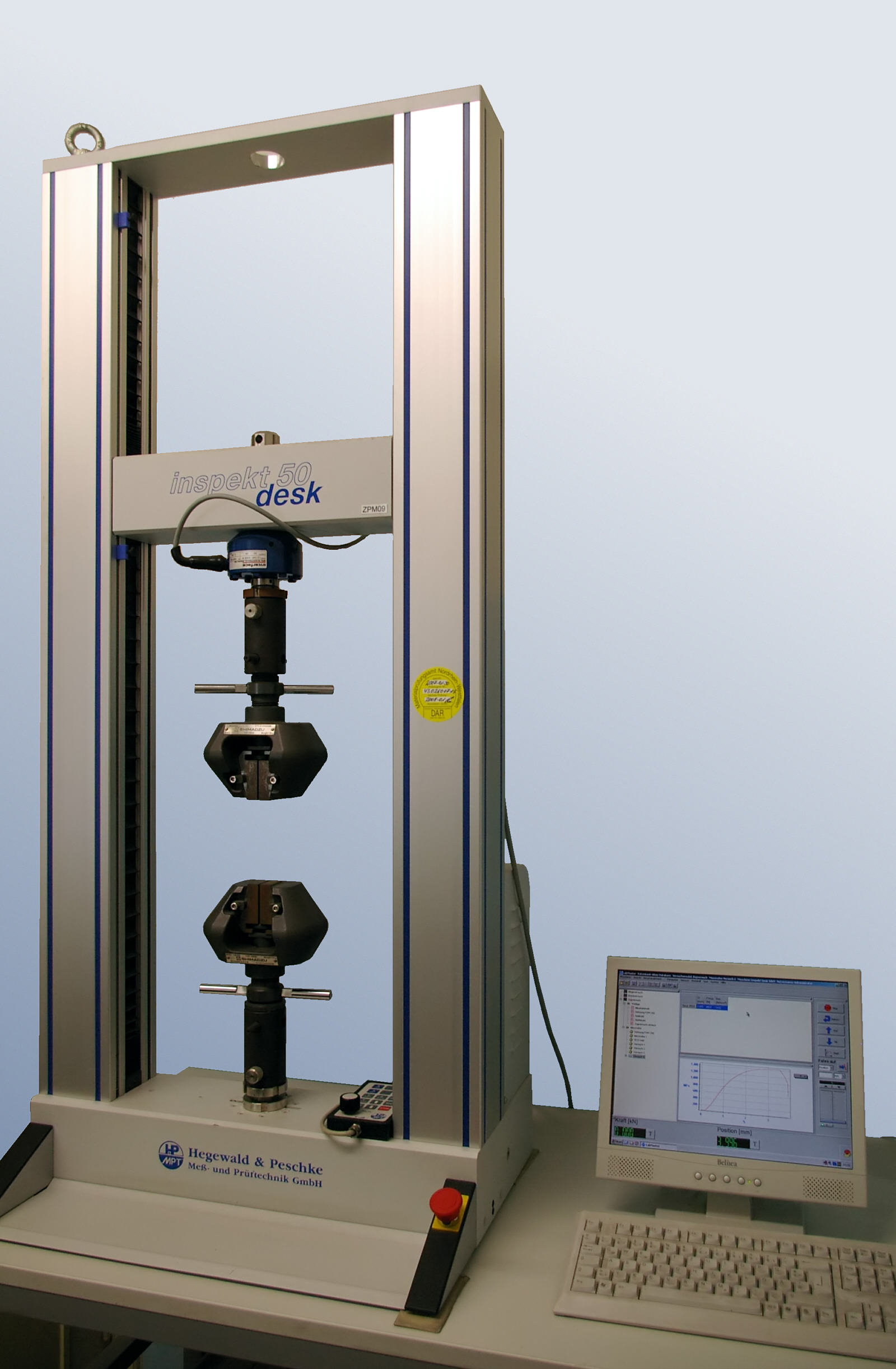
Máquina de tracción.

Las máquinas utilizadas en el ensayo de tracción constan de un dispositivo productor de carga, y otro dispositivo medidor de cargas y desplazamientos registrados. La máquina debe cumplir las siguientes características:
- La aplicación de la fuerza de tracción tiene lugar en la dirección del eje de la probeta.
- Debe ser posible regular la velocidad de aplicación de la carga. El proceso de descarga tiene que realizarse de forma progresiva.

El dispositivo productor de cargas puede ser mecánico y neumático, con un cabezal móvil y otro cabezal fijo.
El dispositivo medidor de cargas y desplazamientos funciona electrónicamente, y regulan la velocidad de aplicación de la carga y generan diagramas impresos de la curva de tracción.
| Material                                 | Límite elástico (MN/m²) | Carga de rotura (MN/m²) |
| ---------------------------------------- | ----------------------- | ----------------------- |
| Diamante                                 | 50.000                  | —                       |
| Alúmina                                  | 5.000                   | —                       |
| Carburo de titanio                       | 4.000                   | —                       |
| Cobalto y aleaciones                     | 180 - 2.000             | 500 - 2.500             |
| Acero bajo contenido de carbono          | 500 - 1.960             | 680 - 2.400             |
| Aleaciones de níquel                     | 200 - 1600              | 400 - 2.000             |
| Níquel                                   | 70                      | 1.510                   |
| Titanio y aleaciones                     | 180 - 1.320             | 300 - 1.400             |
| Hierro dulce                             | 220 - 1.030             | 400 - 1.200             |
| Aleaciones de cobre                      | 60 - 960                | 250 - 1000              |
| Cobre                                    | 60                      | 400                     |
| Aleaciones de aluminio                   | 100 - 627               | 300 - 700               |
| Aluminio                                 | 40                      | 200                     |
| Aleación de zinc                         | 160 - 421               | 200 - 500               |
| Hierro                                   | 50                      | 200                     |
| Aleaciones de magnesio                   | 80 - 300                | 125 - 380               |
| GFRP                                     | —                       | 100 - 300               |
| Oro                                      | 40                      | 220                     |
| PMMA                                     | 60 - 110                | 110                     |
| Nailon                                   | 49 - 87                 | 100                     |
| Poliestireno                             | 34 - 70                 | 40 - 70                 |
| Plata                                    | 55                      | 300                     |
| Maderas comunes (fibras paralelas)       | —                       | 35 - 55                 |
| PVC                                      | 45 - 48                 | —                       |
| Polipropileno                            | 19 - 36                 | 33 - 36                 |
| Maderas comunes (fibras perpendiculares) | —                       | 4 - 10                  |

## Norma
Los ensayos de tracción por lo general deben cumplir con los requisitos dado las normas con la que se realiza, las cuales definen la forma y dimensiones de la probeta, la velocidad de la prueba, la calibración y precisión del equipo, las condiciones ambientales y la información que se debe presentar en el informe de la prueba. Para materiales metálicos los estándares implementados son la EN ISO 6892-1 y la ASTM E8/8M.